# Corneille d'Alaska
Corvus caurinus
Espèce
Statut de conservation UICN

 LC  : Préoccupation mineure
Répartition géographique
La Corneille d'Alaska (Corvus caurinus) est une espèce de passereau de la famille des Corvidae originaire du nord-ouest de l'Amérique du Nord. Elle est très semblable à la très commune corneille d'Amérique (Corvus brachyrhynchos) mais elle est légèrement plus petite (33 à 41 cm de longueur) et a proportionnellement les pieds plus petits avec un bec un peu plus mince. Ce sont les cris qui sont sensiblement différents et servent souvent à les identifier.

## Distribution et habitat
Cette espèce vit en Amérique du Nord, comme son nom l'indique, à partir des régions côtières du nord-ouest et des îles du sud de l'Alaska, jusqu'à la Colombie-Britannique et l'État de Washington. Elle vit essentiellement sur les plages et les zones littorales mais on peut souvent la voir à l'intérieur des terres et autour des zones urbaines.

## Comportement

### Alimentation
Comme la Corneille de rivage, elle mange les poissons, les crustacés, les crabes et les moules échoués sur les plages mais elle peut également les rechercher dans les poubelles destinées aux produits alimentaires. On l'a vu voler avec des moules et les laisser tomber sur des surfaces dures pour les briser et les ouvrir. Elle mange aussi régulièrement des insectes, d'autres invertébrés et divers fruits (surtout des baies). Elle pille les nids d'autres oiseaux et mange les œufs et les nouveau-nés. On peut la nourrir à la main et elle reconnait les personnes qui lui donnent à manger. Elle est connue pour tremper des morceaux de pain dans l'eau.

### Prédateurs
Une liste incomplète comprend les chats, les ratons laveurs, des rapaces et des corbeaux. Les corneilles se rassemblent souvent en grands groupes pour refouler ces prédateurs.

### Nidification
Elle niche généralement de façon solitaire mais, parfois, construit son nid en association avec d'autres individus dans de petites colonies lâches dans des arbres ou grands arbustes. Très rarement, elle niche dans un creux dans les falaises ou même sur le sol dans une région déserte si l'endroit est surplombé par un rocher. Une couvée contient 4 à 5 œufs habituellement.

### Cris
Les cris sont très variés et elle lance de nombreux types d'appels, mais les plus communs sont généralement décrits comme des croassements aigus un peu comme le son d'un bouchon de liège enlevé d'une bouteille. Un "wok-wok-wok" est lancé par un oiseau en vol, si trainant derrière le groupe, et elles peuvent émettre différents autres cris et bruits mécaniques.